# عبد الله الجزيري
عبد الله الجزيري (مواليد البحرين) هو لاعب كرة قدم بحريني يجيد اللعب في خط الوسط. يلعب حاليا لصالح الرفاع الذي ينافس في الدوري البحريني الممتاز منذ 2018.